# Bruchmühle (Mühltal)
Die Bruchmühle ist eine ehemalige Mühle in der Gemeinde Mühltal im hessischen Landkreis Darmstadt-Dieburg am Westrand des Odenwaldes.

## Geographische Lage
Die Bruchmühle steht an der Modau am Zufluss des rechten Stettbachs unterhalb des Siedlungskerns von Nieder-Ramstadt.

## Geschichte und Beschreibung
Das langgestreckte zweigeschossige Mühlengebäude der im 18. Jahrhundert erbaute Anlage trägt über einem massiven Erdgeschoss ein Obergeschoss aus Fachwerk. Daneben steht noch eine aus Feldsteinen erbaute Scheune.
Das Gebäudeensemble ist der Rest der ehemaligen Mühlenanlage. Nach der Stilllegung der Mühle wurde die historische Bausubstanz etwas verändert; das Ensemble hat dennoch den Charakter einer Mühle des 18. Jahrhunderts bewahrt.

## Denkmalschutz
Heute ist die Mühlenanlage ein reines Wohngebäude. Aus architektonischen, industriegeschichtlichen, ortsgeschichtlichen und wirtschaftsgeschichtlichen Gründen ist das Bauwerk ein Kulturdenkmal.